# Ferrovia Atene-Lavrion
La ferrovia Atene–Lavrion era una linea della Grecia a scartamento metrico, oggi dismessa, che collegava la capitale Atene con la zona orientale dell'Attica e la città mineraria di Lavrion.

## Storia
Nel 1882 il governo greco stipulò un contratto con la Hellenic Company Lavrion Metallurgies per la costruzione di una ferrovia a semplice binario della lunghezza di 76 km tra Atene e Lavrion con una diramazione tra Heraklion e Kifissia. Venne costituita allo scopo una nuova società, la Ferrovie dell'Attica (Σιδηρόδρομοι Αττικής, Sidirodromoi Attiches)
La linea tra la stazione di Atene Attica  e Kifissia venne aperta il 2 febbraio 1885 e successivamente venne estesa fino a Strofyli. L'intera linea principale per Lavrion venne inaugurata il 20 giugno 1885. Nel 1889 la linea venne estesa di 2 km verso il centro di Atene e questa tratta rimase in esercizio fino al 1926 quando fu sostituita da una linea tranviaria. Il principale deposito locomotive e l'officina furono costruiti ad Atene.
Nei primi anni del XX secolo la diramazione venne ulteriormente estesa oltre Strofyli come ferrovia industriale fino a Dionyssos sede della English Marble Company. Fra Atene e Kifissia svolgeva traffico passeggeri e merci. La sezione successiva era usata solo per trasporto di blocchi di marmo.

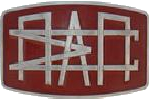
Il logo della SPAP (Società delle ferrovie del Pireo, Atene e Peloponneso)

Nel 1910 le ferrovie dell'Attica vennero rilevate dalla Hellenic Electric Company. Nel 1926 la linea per Lavrion e la diramazione per Kifissia passarono sotto il controllo della Electric Transport Companye tre anni dopo, nel 1929 la Heraklion-Lavrion venne acquisita dalla SPAP (Società delle ferrovie del Pireo, Atene e Peloponneso). Durante la gestione della SPAP i treni per Lavrion partivano dalla stazione di Atene Peloponneso. I treni della SPAP usarono la stazione Attica per raggiungere la sezione di Heraklion, senza fermate nelle stazioni intermedie, fino al 1931 quando fu costruito un collegamento diretto tra la stazione di Kato Liossia (in seguito divenuta di Agioi Anargyroi) ed Heraklion (Iraklio).
La tratta per Kifissia venne chiusa nel 1938 e aperta a scartamento normale negli anni cinquanta con la gestione dell'ISAP.
Nel 1944 la linea per Lavrion subì danneggiamenti e riaprì solo nel 1952 utilizzando le automotrici per il servizio viaggiatori e le locomotive a vapore per treni merci.
Venne poi chiusa al traffico passeggeri nel 1957 effettuando da allora in poi solo un limitato servizio merci e qualche sporadico treno passeggeri. Nel 1962 la connessione Kato Liossia-Heraklion venne interrotta dai lavori di costruzione della nuova Atene–Salonicco e definitivamente abbandonata.

## Caratteristiche

### Percorso
| Unknown route-map component "exKBHFa" |

| Unknown route-map component "exHST" |

| Unknown route-map component "exBHF" |

| Unknown route-map component "exHST" |

| Unknown route-map component "exHST" |

| Unknown route-map component "exHST" |

| Unknown route-map component "exBHF" |

|  | Unknown route-map component "exABZgl" | Unknown route-map component "exSTR+r" |

|  | Unknown route-map component "exSTR" | Unknown route-map component "exHST" |

|  | Unknown route-map component "exSTR" | Unknown route-map component "exBHF" |

|  | Unknown route-map component "exSTR" | Unknown route-map component "exHST" |

|  | Unknown route-map component "exSTR" | Unknown route-map component "exKBHFe" |

| Unknown route-map component "exBHF" |

| Unknown route-map component "exHST" |

| Unknown route-map component "exBHF" |

| Unknown route-map component "exLSTRq" | Unknown route-map component "exABZgr" |  |

| Unknown route-map component "exBHF" |

| Unknown route-map component "exBHF" |

| Unknown route-map component "exBHF" |

| Unknown route-map component "exHST" |

| Unknown route-map component "exBHF" |

| Unknown route-map component "exBHF" |

| Unknown route-map component "exBHF" |

| Unknown route-map component "exHST" |

| Unknown route-map component "exBHF" |

| Unknown route-map component "exLSTRq" | Unknown route-map component "exABZgr" |  |

| Unknown route-map component "exKBHFe" |